# James Bamford
James Bamford (nascido em 15 de setembro de 1946) é um jornalista e autor americano. Conhecido por escrever sobre os órgãos de Inteligência americanos, especialmente sobre a Agência de Segurança Nacional NSA.
Bamford foi Professor na University of California, Berkeley e tem escrito para The New York Times, The Atlantic, Harper's e muitos outros. Em 2006, recebeu o Prêmio da National Magazine por seu trabalho de reportagem intitulado "The Man Who Sold The War,"(O Homem que Vendeu a Guerra) publicado na Rolling Stone. O trabalho falava de John Rendon, o propagandista contratado por George Bush por dezesseis milhoes de dólares para fazer campanha em favor da Guerra do Iraque.

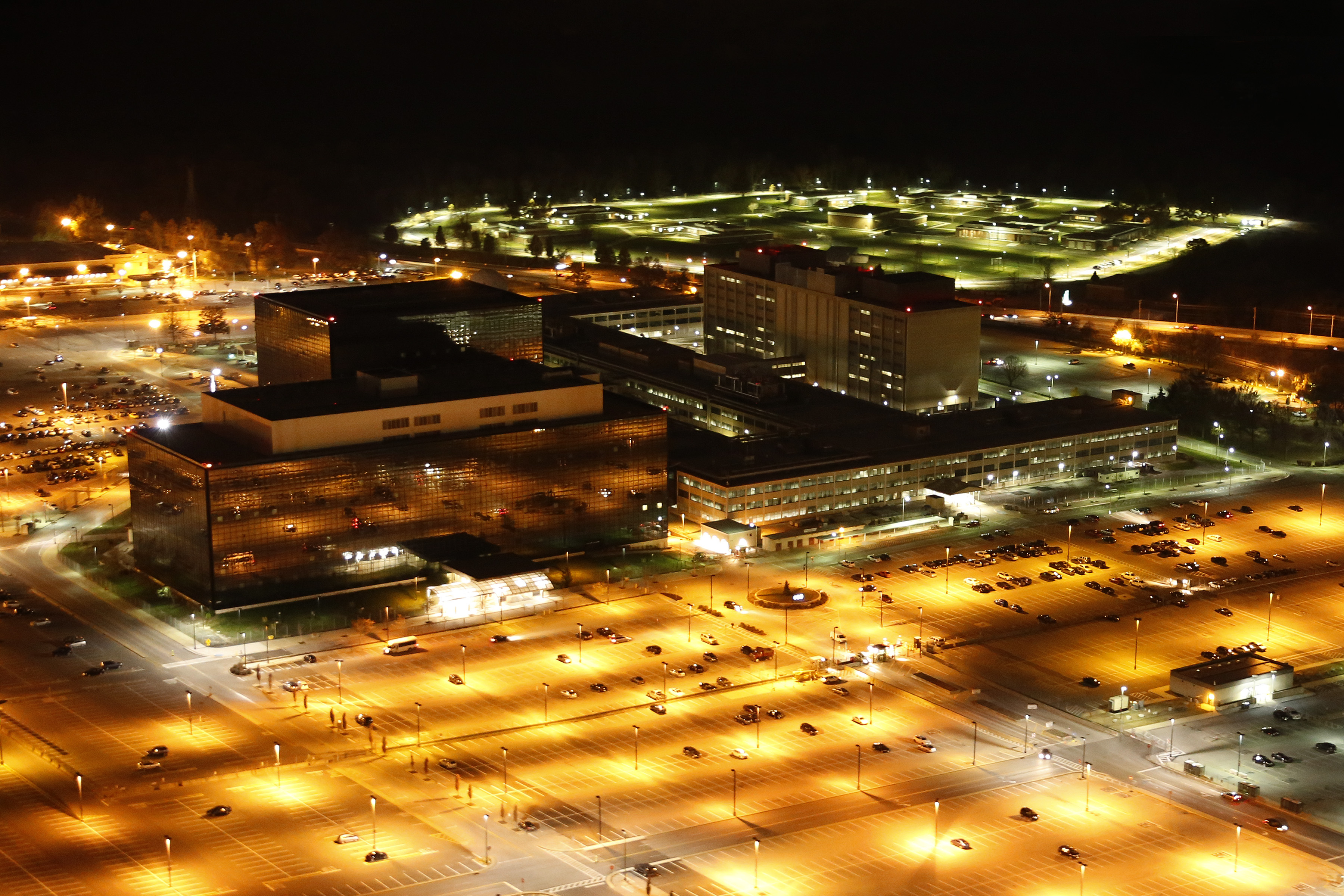
Sede da Agencia de Seguranca NSA

Em 2012, James Bamford já publicava informações sobre o Utah Data Center da NSA, sendo construido em Bluffdale, Utah e diretamente relacionado ao sistema de vigilância global revelado por Edward Snowden em 2013.
O local abriga, além do Centro de Processamento de Dados da NSA, uma das maiores seitas americanas de polígamos com mais de 9.000 membros, a Apostolic United Brethren.

## Revelações sobre aNSA

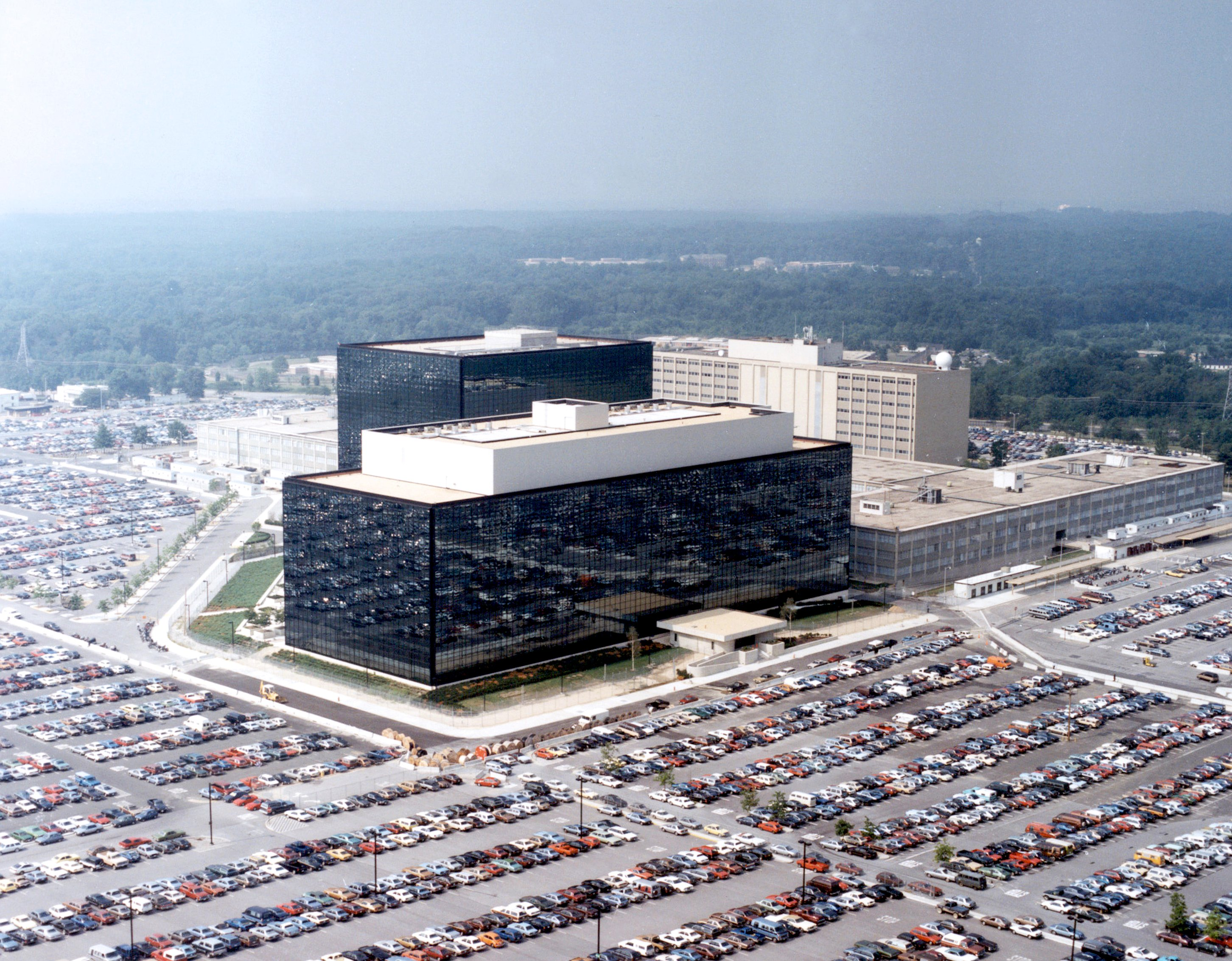
Sede da NSA Fort Meade Maryland USA

Em 1982, apos vários anos de pesquisas e coleta de informações, o jornalista James Bamford, especialista na história da NSA e no sistema de vigilância americana, publicou o livro The Puzzle Palace (O Palácio Quebra-Cabeça , em português livre) e nele revelou ao publico e documentou pela primeira vez a existência da Agência de Segurança Nacional (NSA). Ate então,  e as atividades da Agência  e mesmo a existência da Agência eram negadas pelo governo americano.
A seu primeiro livro The Puzzle Palace , publicado em 1982,  seguiram-se outros três, todos de investigação sobre a NSA e apontando para o crescimento incontido dos poderes da Agência americana, abrindo caminhos para vários tipos de abuso.
Em 2001 publicou Body of Secrets, que revelou detalhes da Operação Northwoods, em 2004 seguiu-se o livro A Pretext for War e em 2008 , escreveu The Shadow Factory que se tornou um best seller e foi considerado pelo The Washington Post o melhor livro jornalistico do ano de 2008.

## Programas deEspionagemeVigilância global

NSA Centro de Processamento de Dados Utah Utah - 2013

Perguntado se ele acredita que o escândalo provocado pelas revelações da vigilância mundial pelos americanos venha a contribuir para restrições na vigilância ele respondeu:
"Não vejo nenhuma indicação disso. As coisas só pioraram depois da revelação dos grampos sem mandado no governo de George W. Bush, as ações viraram lei."

## Livros
- Bamford, James (1982). The Puzzle Palace: A Report on America's Most Secret Agency. [S.l.]: Houghton Mifflin. ISBN 0-14-006748-5
- Bamford, James (2001). The Puzzle Palace: Inside the National Security Agency, America's Most Secret Intelligence Organization. [S.l.]: Viking Pr. ISBN 0-14-023116-1
- Bamford, James (30 de abril de 2002). Body of Secrets: Anatomy of the Ultra-Secret National Security Agency. [S.l.]: Anchor. ISBN 0-385-49908-6
- Bamford, James (10 de maio de 2005). A Pretext for War: 9/11, Iraq, and the Abuse of America's Intelligence Agencies. [S.l.]: Anchor. ISBN 1-4000-3034-X
- Bamford, James (16 de setembro de 2008). The Shadow Factory: The Ultra-Secret NSA from 9/11 to the Eavesdropping on America. [S.l.]: Doubleday. ISBN 0-385-52132-4